# Navegantes (Porto Alegre)
Navegantes é um bairro da zona norte da cidade brasileira de Porto Alegre, capital do estado do Rio Grande do Sul.
Foi criado pela Lei n° 2022 de 7 de dezembro de 1959, com limite norte alterado pela Lei n° 6218 de 17 de novembro de 1986 — parte do bairro foi incorporada com a criação dos bairros Humaitá e Farrapos. Em 2016, através da Lei 12112 houve nova alteração dos limites do bairro.

## Histórico[1]

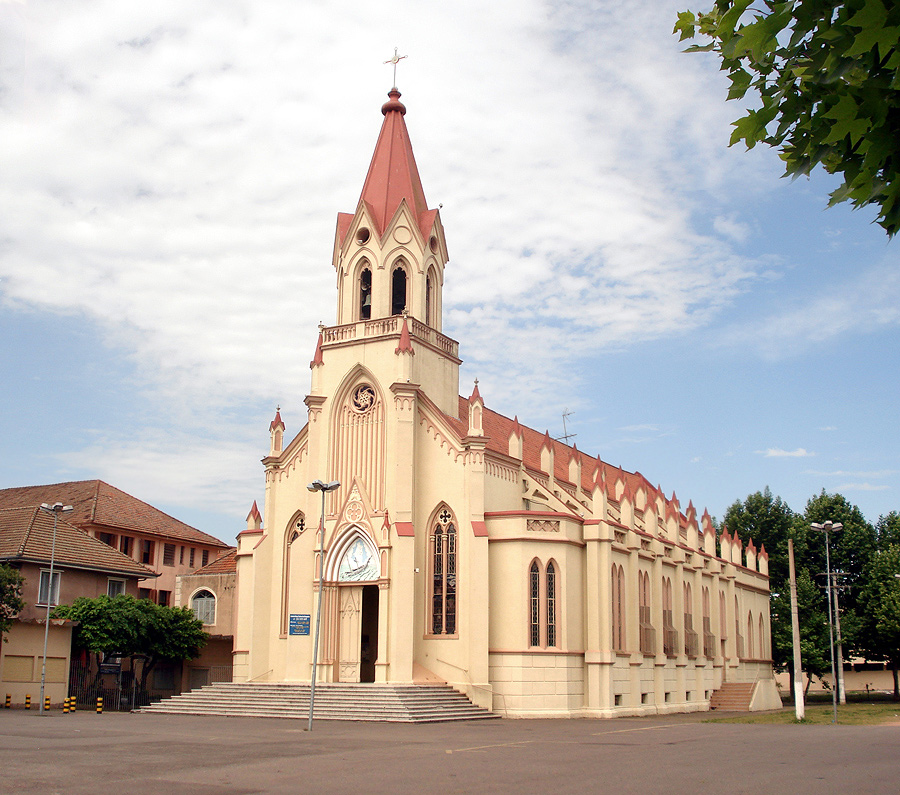
A Igreja de Nossa Senhora dos Navegantes.

Um dos bairros mais antigos de Porto Alegre, o Navegantes tem sua origem e ocupação ligadas ao trajeto das regiões das colônias alemãs no Rio Grande do Sul para o Centro. Implantada em 1874, a Estrada de Ferro Porto Alegre-Novo Hamburgo dinamizou bastante o bairro.
Os imigrantes alemães em Porto Alegre eram, em sua maioria, artesãos e iniciaram o povoamento do bairro com suas residências e oficinas.
Em 1875 inaugurou-se no bairro a capela, posteriormente paróquia, dedicada à Nossa Senhora dos Navegantes. Em frente a esta igreja comemora-se, anualmente, no dia 2 de fevereiro, a Festa de Navegantes.
O Navegantes e sua região, ainda no século XIX, revelaram grande vocação para a indústria, fato que trouxe muitos operários como moradores, devido à proximidade com o trabalho. Uma das fábricas dessa época é a Neugebauer, presente na Rua Cairu desde 1905 até o 2015.
Além disso, a Ponte do Guaíba provocou um considerável impacto urbanístico no bairro em 1958.

## Características atuais
O bairro tem caráter industrial, porém ampliou o setor de serviços.

### Pontos de referência
Educação
- Colégio Estadual Cândido José de Godói
- Escola Estadual Normal 1° de Maio
- SENAI Visconde de Mauá

Outros
- Abrigo Monsenhor Felipe Diel
- Contax Participações S.A.
- Fábrica de chocolates Neugebauer
- Igreja de Nossa Senhora dos Navegantes[3][4]
- Soccer City Locacao de Quadras Esportivas e Espaço para Eventos Sociais e  Eventos corporativos

## Limites atuais
Ponto inicial e final: encontro da Avenida Ceará com a Avenida Farrapos; desse ponto segue pela Avenida Farrapos até a Avenida A. J. Renner, por essa até a Rua Lauro Muller, por essa até a Rua Simão Kappel, por essa até a Travessa Venezuela, por essa até a Avenida A. J. Renner, por essa até a Rua Dona Teodora, por essa e seu prolongamento até a orla do Lago Guaíba, ponto de coordenadas E: 280.234; N: 1.681.215, segue pela orla no sentido sul, até o ponto de coordenadas E: 279.803; N: 1.679.586, localizado na projeção da Avenida Brasil; desse ponto segue por uma linha reta e imaginária até o encontro da Rua Voluntários da Pátria com a Avenida Brasil; segue pela Avenida Brasil até a Avenida Ceará, por essa até a Avenida Farrapos, ponto inicial.